# Aironi Novara
L'Aironi Novara, ou Cimberlo Aironi Novara, est un club italien de basket-ball fondé en 1972 et basé dans la ville de Novare, au Piémont. Le club appartient à la LegA Due, soit la deuxième division du championnat italien.

## Joueurs célèbres ou marquants
- Marc Salyers
- Sean Colson